# Linn Creek (Missouri)
Linn Creek est une ville du comté de Camden, dans le Missouri, aux États-Unis,. Située au centre du comté, elle est fondée en 1841 et incorporée en 1932.

## Démographie
Lors du recensement de 2010, la ville comptait une population de 244 habitants. Elle est estimée, en 2016, à 245 habitants.

## Source de la traduction
- (en) Cet article est partiellement ou en totalité issu de l’article de Wikipédia en anglais intitulé « Linn Creek, Missouri » (voir la liste des auteurs).